# Alpo Suhonen
Alpo Suhonen (* 17. Juni 1948 in Valkeakoski, Finnland) ist ein finnischer Eishockeytrainer und ehemaliger -spieler.

## Karriere
Alpo Suhonen spielte während seiner aktiven Karriere für FPS Forssa und Porin Ässät, beendete seine Spielerkarriere allerdings schon im Alter von 27 Jahren und arbeitet seither als Trainer. Zunächst betreute er FPS als Cheftrainer, bevor er ab 1977 beim finnischen Eishockeyverband angestellt wurde und in den folgenden Jahren als Trainer der diversen Junioren-Nationalmannschaften wirkte. Ab 1982 war er Cheftrainer der Herren-Nationalmannschaft und betreute das Team unter anderem bei den Olympischen Spielen 1984. 1986 wechselte er in die Schweiz zum NBL-Verein Zürcher SC, wo er bis 1988 arbeitete. Anschließend kam nach einer kurzen Zeit beim finnischen Erstligisten HPK ein erster Abstecher nach Nordamerika. Suhonen übernahm während der Saison 1988/89 die Moncton Hawks aus der American Hockey League (AHL) als Cheftrainer. Danach gehörte er als Assistent zum Trainerstab des NHL-Vereins Winnipeg Jets, ehe er in der Saison 1993/94 Jokerit in der ersten finnischen Liga anleitete.
In den Jahren 1995 und 1996 wurde er als Trainer des EHC Kloten jeweils Schweizer Meister. Im März 1997 wurde Suhonen bis zum Saisonende Interimscheftrainer der Chicago Wolves in der IHL. Es folgte in der Saison 1997/98 eine weitere Amtszeit als Trainer bei HPK in seiner finnischen Heimat. Zwischen 1998 und 2000 war er Co-Trainer beim NHL-Franchise Toronto Maple Leafs.
Im Mai 2000 wurde er als erster gebürtiger Europäer seit mehr als 50 Jahren Cheftrainer einer Mannschaft der National Hockey League (NHL), der Chicago Blackhawks. Dieses Traineramt musste er aufgrund von Herzproblemen im März 2001 niederlegen. Ab Januar 2002 bis zum Ende der Saison 2002/03 stand er beim finnischen Erstligisten HIFK als Cheftrainer an der Bande.
Nach der Entlassung des Kanadiers Alan Haworth wurde Suhonen im November 2004 Trainer beim SC Bern, dessen Team er anschließend bis in das Halbfinale führte. Trotz eines ungefährdeten ersten Platzes in der Qualifikation der Saison 2005/06 schied das Team später bereits im Viertelfinale aus, woraufhin Suhonen entlassen wurde. Zwischen 2007 und 2009 betreute er Porin Ässät als Cheftrainer.
In der Saison 2009/10 war er Sportchef der Kloten Flyers und verließ den Verein im August 2010 aus persönlichen Gründen. Im Mai 2011 wurde Suhonen als Cheftrainer des HC 05 Banská Bystrica aus der slowakischen Extraliga vorgestellt, den er in Saison 2011/12 betreute.
Ab Juni 2012 fungierte er als Sportdirektor des Österreichischen Eishockeyverbandes und übernahm ab Mai 2016 zusätzlich das Amt als Teamchef der Nationalmannschaft. Nach dem Scheitern bei der Olympiaqualifikation wurde am 7. Oktober bekannt gegeben, dass die Mannschaft vorerst interimistisch von Roger Bader betreut wird, während Suhonen erneut als Sportdirektor fungierte. Nach dem Auslaufen seines Vertrages mit dem ÖEHV verließ der Finne 2017 den Verband.

## Privates
Suhonen ist geschieden und hat drei Kinder.